# 林海镇 (白城市)
林海镇，是中华人民共和国吉林省白城市洮北区下辖的一个乡镇级行政单位。

## 行政区划
林海镇下辖以下地区：
甜水村、敖宝村、大兴村、孟家村、四合村和龙弯村。